# Xã Neodesha, Quận Wilson, Kansas
Xã Neodesha (tiếng Anh: Neodesha Township) là một xã thuộc quận Wilson, tiểu bang Kansas, Hoa Kỳ. Năm 2010, dân số của xã này là 563 người.